# 小行星1152
小行星1152（1152 Pawona）是一颗围绕太阳公转的小行星。1930年1月8日，卡爾·威廉·萊茵姆特在海德堡发现了此天体。
該小行星以天文學家約翰·帕利薩及馬克斯·沃夫命名，表彰他們的相互合作。
这颗小行星的绝对星等为217.825406121693等。